# Скит Святого Трифона
Ски́т Свято́го Три́фона (норв. Hellige Trifon Skita) — первая (по времени основания) на территории Норвегии и в настоящее время единственная, имеющая общепризнанный канонический статус, норвежская православная мужская монашеская община в коммуне Хурдал, главный храм которой освящён в честь преподобного Трифона Печенгского.
Со времени своего основания община входила в юрисдикцию Архиепископии православных русских церквей в Западной Европе, а в 2018 году вместе с Никольским приходом вошла в состав Британско-Скандинавской епархии Сербской православной церкви.

## История
В 1976 году в городе Осло в рамкам Никольского прихода иеромонахом Иоанном (Йохансеном) и монахом Серфимом (Сёренсеном) было основано Трифоновское братство.
В 1985 году Братство приобрело для скита помещения в местечке Сивесинд (Sivesind, V-Toten), где была устроена домовая церковь в честь преподобного Трифона Печенгского, а скит стал первой православной норвежской мужской общиной на территории Норвегии, действующей в юрисдикции Западноевропейского экзархата русских приходов Константинопольского Патриархата.
В 2000 году скит переехал в селение Скабланд в коммуне Хурдал, где был построен новый каменный храм, освящённый 6 ноября 2010 года архиепископом Гавриилом (де Вильдер).
В скиту торжественно отмечаются следующие дни: 28 декабря — празднование преподобного Трифона Печенгского, 12 июля — день святых апостолов Петра и Павла и 1 августа — преподобного Серафима Саровского..
В скиту проживает два насельника. Братством скита осуществляется переводческая и издательская деятельность православной литературы на норвежском языке. Выходили периодические издания — «Tabor» и «Ortodoks Røst».

## Реквизиты
- Адрес: Stensrudveien 1, Skabland, 2090 Hurdal
- Телефон: +47 63 98 96 80